# Amilorida
La amilorida es un fármaco diurético del tipo ahorradores de potasio, que se administra en el tratamiento de la hipertensión y en la insuficiencia cardíaca congestiva. El uso terapéutico de este medicamento fue aprobado en 1967.

## Mecanismo de acción
La amilorida actúa directamente bloqueando los canales de sodio epiteliales, inhibiendo la reabsorción de este mineral en los riñones. Esto produce la pérdida de agua y sodio por la orina sin provocar un descenso en los niveles de potasio en sangre. La amilorida se utiliza con frecuencia en conjunción con tiazidas o diuréticos de asa.
Debido a su capacidad de "ahorrar potasio", se observa ocasionalmente hiperpotasemia (altos niveles de potasio en la sangre) en los pacientes en tratamiento con este diurético. El riesgo es elevado en pacientes en tratamiento con IECA (inhibidores de la enzima convertidora de angiotensina) o espironolactona, así como también cualquier otra patología que predispone a niveles altos de potasio (hipoaldosteronismo, insuficiencia renal avanzada).

## Usos
Se ha descubierto que la amilorida es eficaz para el tratamiento de síndrome nefrótico inhibiendo los canales de sodio epitelial (ENaC), y se debe administrar en dosis de 5 mg vía oral una vez al día en conjunto con un diurético de asa en preferencia la bumetadina 1mg vía oral dos veces al día